# معركة أرزنجان
معركة أرزنجان (الروسية: Эрзинджанское сражение) ، (بالتركية: Erzincan Muharebesi) كانت المعركة انتصار روسي على الإمبراطورية العثمانية وذلك خلال حملة القوقاز كجزء من الحرب العالمية الأولى، ففي فبراير من عام 1916 ، استولى نيكولاي يودنش على مدينتي أرضروم وطرابزون حيث زودت طرابزون الروس بميناء مناسب لتلقي التعزيزات في القوقاز ، خلال ذلك أمر القائد العثماني أنور باشا الجيش الثالث العثماني ، تحت قيادة وهيب باشا ، باستعادة طرابزون، ولكن الهجوم العثماني فشل حيث قام الجنرال الروسي يودنش بشن هجوم علي العثمانيون في 2 يوليو، أصاب الهجوم الروسي مركز الاتصالات التركي في أرزنجان مما أجبر قوات وهيب باشا على التراجع بعدما فقد العثمانيون 34000 رجل، نصفهم من أسرى الحرب . ونتيجة لذلك، لم يشارك الجيش الثالث بقتال آخر لبقية عام 1916. 